# Platystoma soosi
Platystoma soosi är en tvåvingeart som beskrevs av Nina Krivosheina 1996. Platystoma soosi ingår i släktet Platystoma och familjen bredmunsflugor. Inga underarter finns listade i Catalogue of Life.